# 東方祕鱂
東方祕鱂為輻鰭魚綱鯉齒目鯉齒亞目鯉齒鱂科的其中一種，分布於亞洲土耳其的淡水流域，體長可達15公分，棲息在水質清澈、高溶氧的溪流，可作為觀賞魚。

## 擴展閱讀
維基物種上的相關：東方祕鱂